# グレイフライト
グレイフライト（Grey Flight、1945年 - 1974年）はアメリカ合衆国の競走馬、繁殖牝馬。特に繁殖成績に優れ、産駒15頭のうち9頭がステークス勝ち馬となった。

## 経歴
ケンタッキー州の生産者、J・T・テイラーが生産したサラブレッドの牝馬である。乳児のうちにエイブラム・ヒューイットに購入されたグレイフライトは、1946年にサラトガのイヤリングセールに上場され、そこでホイートリーステーブルのヘンリー・カーネギー・フィップス夫人に35,000ドルで購入された。この落札価格はそのセリにおける牝馬の最高額でもあった。
ジェームズ・フィッツシモンズ調教師に預けられたグレイフライトは1947年にデビューした。2歳時にはエンパイアシティ競馬場のオータムデイステークスで優勝、その他フリゼットステークスやアスタリタステークスで2着に入るなど活躍したが、3歳以降はステークス競走では上位に絡めず、35戦12勝の戦績で競走生活を終えた。
グレイフライトは繁殖牝馬として顕著な成績を残した。血統評論家エレン・パーカーの著書『Reine-de-Course』によれば、グレイフライトは15頭を出産し、うち14頭が勝ち上がりを決めたとある。以下は主な産駒。
フルフライト Full Flight
1951年生、騸馬、父アンビオリックス。レオナルドリチャードステークス、サラナクハンデキャップなどステークス競走4勝を挙げた。
ミスティモーン Misty Morn
1952年生、牝馬、父プリンスキロ。1955年のモンマスオークスなどに優勝、最優秀3歳牝馬および最優秀ハンデキャップ馬の座を獲得した。繁殖牝馬としても優れ、なかでもボールドラッド（Bold Lad、1962年生、父ボールドルーラー）は1964年の最優秀2歳牡馬に選出されている。ボールドラッドの全弟サクセサー（Successor、1964年生）もシャンペンステークスで優勝するなど活躍した。曾孫にはシャンペンステークスなどに勝ったアジュディケーティング、ケンタッキーオークス優勝馬ディスピュート(Dispute)などがいる。その他の牝系子孫からはシンボリインディや、ダイナレターなどがでた。
グレイファントム Gray Phantom
1953年生、牡馬、父アンビオリックス。ステークス競走に3勝した。種牡馬として223頭を出し、うち11頭がステークス競走勝ちを収めた。
ミスティフライト Misty Flight
1955年生、牡馬、父プリンスキロ。1957年のレムゼンステークスに優勝。種牡馬として288頭を出し、うち19頭がステークス競走勝ちを収めた。
ミスティデイ Misty Day
1958年生、牡馬、父ナスルーラ。1962年のスポートページハンデキャップで優勝。種牡馬として377頭を出し、うち18頭がステークス競走勝ちを収めた。
ボールドプリンセス Bold Princess
1960年生、牝馬、父ボールドルーラー。1962年のスカイラーヴィルステークスで優勝。繁殖牝馬として優秀で、セリマステークスに勝ったプレディクテイブル（Predictable）、ユナイテッドネーションズハンデキャップに優勝したイントレピッドヒーロー（Intrepid Hero）、種牡馬として成功したソヴリンダンサー（Sovereign Dancer）などを出した。牝系子孫にはドバイゴールデンシャヒーン優勝馬のコーラーワンなどがいる。
ボールドクイーン Bold Queen
1961年生、牝馬、父ボールドルーラー。1964年のブラックアイドスーザンステークスに優勝した。
シニョーリ Signore
1962年生、騸馬、父リボー。1966年のサラトガナショナルハードルステークスで優勝。
ワットアプレジャー What a Pleasure
1965年生、牡馬、父ボールドルーラー。1967年のホープフルステークスなどで優勝。種牡馬として成功し、産駒498頭のうち50頭がステークス競走勝ちを収め、1975・76年に北米リーディングサイアーに選出された。
クイックフライト Quick Flight
1966年生、牝馬、父エルバジェ。曾孫にゴールドカップ勝ち馬のエーシャル（Ashal）がいる。
クリアセイリング Clear Ceiling
1968年生、牝馬、父ボールドルーラー。繁殖牝馬として1000ギニー優勝馬クイックアズライトニング（Quick as Lightning）を出す。また孫にアメリカ競馬殿堂馬インサイドインフォメーション（Inside Information）、曾孫には2000年米最優秀短距離馬コナゴールド（Kona Gold）などがいる。
プレザントフライト Pleasant Flight
1969年生、牝馬、父ボールドルーラー。曾孫にプリオロ（Priolo）がいる。

## 牝系図
Bajazet Mare (1757c Bajazet) - F-No.5-f
　Sister To Miss Bell (1775c Marske)
　　Highflyer Mare (1791 Highflyer)
　　　Lady Mary (1800 Beningbrough)
　　　　Smolensko Mare (1818 Smolensko)
　　　　　Miss Wilfred (1830 Lottery)
　　　　　　Extasy (1850 Touchstone)
　　　　　　　Delight (1855 Birdcatcher)
　　　　　　　　Lady Di (1868 King John)
　　　　　　　　　Annette (1874 The Speaker)
　　　　　　　　　　Anlace (1881 Tomahawk)
　　　　　　　　　　　Sister Ann (1888 Edward The Confessor)
　　　　　　　　　　　　Fiona (1895 Amphion)
　　　　　　　　　　　　　Miss Fiora (1902 Melton)
　　　　　　　　　　　　　　La Grisette (1915 Roi Herode)
　　　　　　　　　　　　　　　La Chica (1930 Sweep)
　　　　　　　　　　　　　　　　Planetoid (1934 Ariel)
　　　　　　　　　　　　　　　　　Grey Flight (1945 Mahmoud)---↓グレイフライト牝系
グレイフライト牝系
- 牝系図の主要な部分（G1級競走優勝馬、日本のグレード制重賞優勝馬）は以下の通り。*は日本に輸入された馬。

- Grey Flight 1945
  - Misty Morn 1952（モンマスオークスほか）
    - In the Clouds 1952
      - Miss Betty 1971
        - Patches 1987 （ハリウッドオークス）

    - Bold Consort 1960（テストS）
      - Queen of Capri 1969
        - *トゥザレター 1974
          - ダイナレター 1984（札幌記念、根岸S）

    - Beautiful Day 1961
      - Ideal Day 1969
        - Buck's Dame 1980
          - Briesta 1986
            - Brilliance 1994（サンタラリ賞）

    - Bold Lad 1962（米メトロポリタンHほか）
    - Successor 1964（米シャンペンS）
    - Lovely Morning 1965
      - Resolver 1974
        - Time For a Change 1981（フラミンゴS）
        - Jurisdictional 1986
          - Secret Savings 1991（ドンカスターマイル）

        - *アジュディケーティング 1987（カウディンS、米シャンペンS）
        - Dispute 1990（ケンタッキーオークスほか）
          - Plaintiff 1996
            - Gearanai 2007
              - Gear Up 2018（クリテリウムドサンクルー）

    - Queen of The Sky 1967
      - Foreign Missile 1973
        - Squan Song 1981
          - *クインプール 1990
            - Fatat Alarab 2000
              - Gentle Audrey 2005
                - Gomo 2013（アルシバイアディーズS）

          - *ゲーリックチューン 1991
            - *シンボリインディ 1996（NHKマイルC、京成杯AH）

  - Bold Princess 1960
    - Predictable 1967（セリマS）
    - Intrepid Hero 1972（ハリウッドダービー、ユナイテッドネイションズH）
    - Renounce 1973
      - Divorce Decree 1978
        - Ozone Sand 1991
          - Theseo 2003（ランヴェットS2回ほか）

      - Baltic Sea 1983
        - Caller One 1997（ドバイGS）

    - Pretty Fresh 1977
      - Kathy W. 1983
        - Dancing Dawn 1992
          - Pretty Extravagant 2008
            - Extravagant Kid 2013（アルクォズスプリント）

  - What a Pleasure 1965（米ホープフルS）
  - Quick Flight 1966
    - Never Linger 1973
      - Johara 1979
        - Ashal 1986（アスコットゴールドC）

  - Clear Ceiling 1968
    - Quick As Lightning 1977（英1000ギニー）
    - Infinite 1980
      - Long Term 1988
        - Reduced Sentence 2000
          - *ホットチャチャ（クイーンエリザベス2世CCS）

      - Option Contract 1990
        - Love Contract 2009
          - Bella Sofia 2018（テストS）

    - Pure Profit 1982
      - Educated Risk 1990（フリゼットS、トップフライトH）
        - Perilous 1997
          - React 2004
            - Evilasio 2008（エストレジャス大賞マイル）

      - Inside Information 1991（BCディスタフほか）
        - Smuggler 2002（CCAオークス、マザーグースS）
          - *シークレットアセット 2008
            - アラジンバローズ 2017（サマーチャンピオン）

    - How High The Moon 1983
      - Double Sunrise 1988
        - Kona Gold 1994（BCスプリントほか）
        - Kona Kat 2000
          - *ミスチヴァスミスティ 2014
            - ダンツエラン 2022（ファンタジーS）

  - Pleasant Flight 1969
    - Spring is Sprung 1973
      - Primevere 1982
        - Priolo 1987（ジャック・ル・マロワ賞ほか）
        - Prevail 1993
          - Provisoire 1998
            - Royale Action 2005
              - La Reliquia 2014（エストレジャス大賞スプリント）

牝系図の出典：牝系検索α

## 血統表
| グレイフライトの血統   | グレイフライトの血統                                 | グレイフライトの血統                                 | （血統表の出典）                                     | （血統表の出典） |
| 父系                   | マームード系                                         | マームード系                                         | マームード系                                         | [ § 2 ]          |
| 父 Mahmoud 芦毛 1933   | 父の父Blenheim 黒鹿毛 1927                           | Blandford                                            | Swynford                                             | Swynford         |
| 父 Mahmoud 芦毛 1933   | 父の父Blenheim 黒鹿毛 1927                           | Blandford                                            | Blanche                                              |                  |
| 父 Mahmoud 芦毛 1933   | 父の父Blenheim 黒鹿毛 1927                           | Malva                                                | Charles O'Malley                                     | Charles O'Malley |
| 父 Mahmoud 芦毛 1933   | 父の父Blenheim 黒鹿毛 1927                           | Malva                                                | Wild Arum                                            |                  |
| 父 Mahmoud 芦毛 1933   | 父の母Mah Mahal 芦毛 1928                            | Gainsborough                                         | Bayardo                                              | Bayardo          |
| 父 Mahmoud 芦毛 1933   | 父の母Mah Mahal 芦毛 1928                            | Gainsborough                                         | Rosedrop                                             |                  |
| 父 Mahmoud 芦毛 1933   | 父の母Mah Mahal 芦毛 1928                            | Mumtaz Mahal                                         | The Tetrarch                                         | The Tetrarch     |
| 父 Mahmoud 芦毛 1933   | 父の母Mah Mahal 芦毛 1928                            | Mumtaz Mahal                                         | Lady Josephine                                       |                  |
| 母 Planetoid 芦毛 1934 | 母の父Ariel 青毛 1925                                | Eternal                                              | Sweep                                                | Sweep            |
| 母 Planetoid 芦毛 1934 | 母の父Ariel 青毛 1925                                | Eternal                                              | Hazel Burke                                          |                  |
| 母 Planetoid 芦毛 1934 | 母の父Ariel 青毛 1925                                | Adana                                                | Adam                                                 | Adam             |
| 母 Planetoid 芦毛 1934 | 母の父Ariel 青毛 1925                                | Adana                                                | Mannie Himyar                                        |                  |
| 母 Planetoid 芦毛 1934 | 母の母La Chica 芦毛 1930                             | Sweep                                                | Ben Brush                                            | Ben Brush        |
| 母 Planetoid 芦毛 1934 | 母の母La Chica 芦毛 1930                             | Sweep                                                | Pink Domino                                          |                  |
| 母 Planetoid 芦毛 1934 | 母の母La Chica 芦毛 1930                             | La Grisette                                          | Roi Herode                                           | Roi Herode       |
| 母 Planetoid 芦毛 1934 | 母の母La Chica 芦毛 1930                             | La Grisette                                          | Miss Fiora                                           |                  |
| 母系(F-No.)            | (FN:5-f)                                             | (FN:5-f)                                             | (FN:5-f)                                             | [ § 3 ]          |
| 5代内の近親交配        | Sweep 3x4, Roi Herode 4x5, Mannie Himyar・Domino 4x5 | Sweep 3x4, Roi Herode 4x5, Mannie Himyar・Domino 4x5 | Sweep 3x4, Roi Herode 4x5, Mannie Himyar・Domino 4x5 | [ § 4 ]          |
| 出典                   | 1. 2. 3. 4.                                          | 1. 2. 3. 4.                                          | 1. 2. 3. 4.                                          | 1. 2. 3. 4.      |

- 伯母Miyakoの孫にNative Dancerがいる。